# 长沙工业学院
长沙工业学院是中华人民共和国湖南省的一所公办全日制普通高等应用型本科院校，位于湖南省长沙市旺旺西路，由湖南师范大学举办的独立学院——湖南师范大学树达学院转设而成。。拥有桃花坪和张公岭两个校区。
学院前身为2001年8月创建的湖南师范大学树达学院，2024年5月29日，湖南师范大学树达学院转设更名为长沙工业学院。

## 历史
2001年，经湖南省人民政府批准成立。2004年，获教育部审核确认。2024年该校改制为长沙工业学院。

## 院系设置
湖南师范大学树达学院下设6个系，1个公共课教学部，48个本科专业和方向。
- 文法系：下设广告学、新闻学、教育技术学、公共事业管理、行政管理、文化产业管理、法学、应用心理学、汉语言文学、对外汉语、播音与主持艺术、学前教育、历史学、广播电视编导14个专业。
- 经管系：下设旅游管理（含国际旅游、酒店管理2个方向）、工商管理、经济学、人力资源、市场营销、资源环境与城乡规划管理、金融学7个专业。
- 理工系：下设计算机科学与技术、软件工程、电子信息科学与技术、通信工程、电子商务、网络工程、制药工程、生物技术、机械设计制造及其自动化、统计学、化学工程与工艺11个专业。
- 艺体系：下设艺术设计学、音乐表演、服装设计、艺术设计（装潢）、社会体育5个专业。
- 外语系：下设英语(含英语教育、翻译2个方向)、日语2个专业
- 医学系：下设临床医学、护理学、药学3个专业
- 公共课部

## 师资与教学
湖南师范大学树达学院各专业全部依托湖南师范大学校本部专业学院办学，共享校本部的师资力量和教学设备，同时按照培养适应国家和湖南省经济社会发展需要的本科应用型人才的目标制定培养方案。